# 이종호 (공학자)
이종호(李宗昊, 1966년 4월 12일 ~)는 대한민국의 전자공학자이다. 제4대 과학기술정보통신부 장관이다.

## 학력
- 1983년 마산중앙고등학교 졸업
- 1983~1987년 경북대학교 공과대학 전자공학 학사
- 1987~1989년 서울대학교 대학원 전자공학 석사
- 1989~1993년 서울대학교 대학원 전자공학 박사

## 생애
경북대학교 전자공학과를 졸업하고 서울대학교 대학원 전자공학과에서 석·박사 학위를 받았다.
원광대학교 전기공학부 교수로 재직 중이던 2002년에 세계 최초로 3차원 '벌크 핀펫'(Bulk FinFET)을 KAIST와 공동개발했다. 벌크 핀펫 기술은  세계 주요 기업들이 사용하는 비메모리 반도체 업계 표준 기술이 되었다.
경북대학교 전자전기컴퓨터학부 교수를 거쳐 2009년부터 서울대학교 공과대학 전기정보공학부 교수를 지냈다. 2016년에는 국제전기전자공학회(IEEE) 석학회원이 됐으며, 2018년부터 서울대학교 반도체공동연구소장을 맡고 있다.
2022년 윤석열 정부의 과학기술정보통신부 장관으로 임명되었다.

## 경력
- 1993년 서울대학교 반도체공동연구소 연구원
- 1994~2002년 원광대학교 공과대학 전기공학부 교수
- 1994~1998년 한국전자통신연구원 초빙연구원
- 1998~1999년 매사추세츠 공과대학교 마이크로시스템 기술연구소 방문연구원
- 2002~2009년 경북대학교 전자전기컴퓨터학부 교수
- 2009~2012년 서울대학교 공과대학 전기공학부 교수
- 2012년~ 서울대학교 공과대학 전기정보공학부 교수
- 2015년 12월~ 국제전기전자공학회 석학회원
- 2018년~2022년 서울대학교 반도체공동연구소 소장
- 2022년 5월~2024년 8월 제4대 과학기술정보통신부 장관
- 2022년 5월~2023년 7월: 대통령직속 국가균형발전위원회 당연직위원
- 2022년 5월~2024년 8월: 대통령직속 국가생명윤리심의위원회 정부위원(간사)
- 2022년 5월~2024년 8월: 대통령 직속 국가지식재산위원회 당연직 위원
- 2022년 5월~2024년 8월: 대통령 직속 4차산업혁명위원회 정부위원
- 2022년 5월~2024년 8월: 2050 탄소중립녹색성장위원회 당연직 위원
- 2022년 7월~2024년 8월: 디지털플랫폼정부위원회 당연직 위원
- 2022년 11월~2024년 8월: 국가우주위원회 부위원장
- 2023년 7월~2024년 8월: 대통령 직속 지방시대위원회 당연직위원
- 2024년 9월~2024년 12월: 국민의힘 중앙연수원 교수